# Честърфийлд (окръг, Вирджиния)
Окръг Честърфийлд (на английски: Chesterfield County) е окръг в щата Вирджиния, Съединени американски щати. Площта му е 1132 km², а населението – 314 000 души. Административен център е населеното място Честърфийлд Корт Хаус.